# Osternienburg
Osternienburg ist ein Ortsteil der gleichnamigen Ortschaft der Gemeinde Osternienburger Land im Landkreis Anhalt-Bitterfeld in Sachsen-Anhalt, (Deutschland).

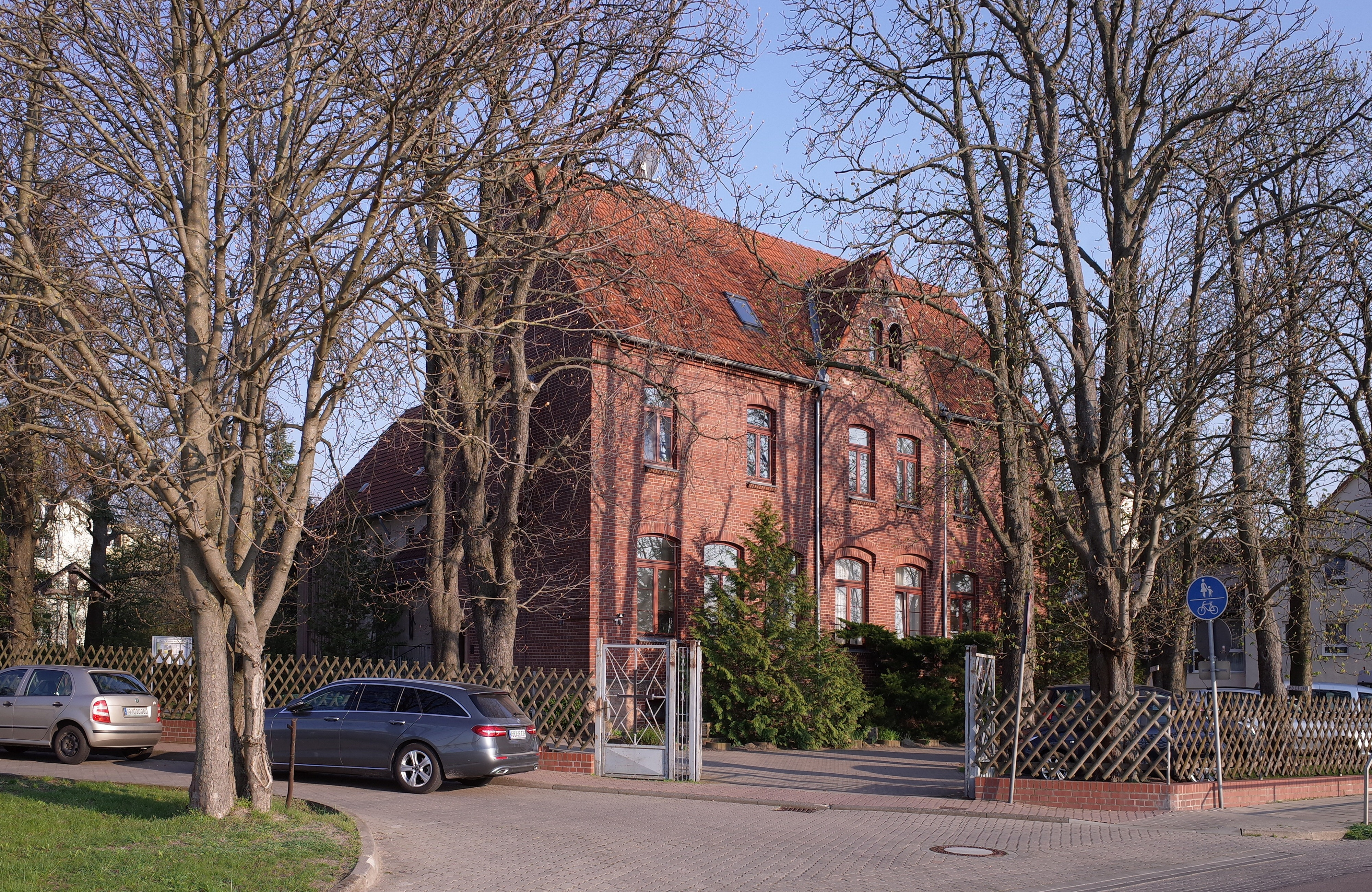
Katholische Kirche Herz Jesu in Osternienburg

## Geografie
Osternienburg liegt zwischen Dessau-Roßlau und Köthen (Anhalt) am Rande des Biosphärenreservates Mittelelbe.
Die Ortschaft Osternienburg besteht aus den Ortsteilen Osternienburg, Pißdorf und Sibbesdorf.

## Geschichte
1205 wurde Osternienburg das erste Mal urkundlich erwähnt. Die Dorfkirche entstand wohl bereits in dieser Zeit.
Seit 1875 wurde  in der Grube Wilhelm Braunkohle abgebaut. Hierfür wurden Arbeitskräfte aus Westpreußen angeworben. 40 dieser Arbeiter gründeten zum 7. Januar 1900 den St.-Barbara-Verein.
1898 nahm die Deutsche Solvay-Werke AG eine der ersten Anlagen zur Chloralkali-Elektrolyse in Betrieb. Das Unternehmen errichtete auch eine Arbeiterkolonie nahe dem alten Bauerndorf.
Die katholische Herz-Jesu-Kirche entstand 1908.
Am 20. Juli 1950 wurden die bis dahin eigenständigen Gemeinden Pißdorf und Sibbesdorf nach Osternienburg eingemeindet.
Am 1. Januar 2010 schlossen sich die bis dahin selbstständigen Gemeinden Osternienburg, Chörau, Diebzig, Dornbock, Drosa, Elsnigk, Großpaschleben, Kleinpaschleben, Libbesdorf, Micheln, Zabitz, Reppichau, Trinum und Wulfen zur Einheitsgemeinde Osternienburger Land zusammen. Gleichzeitig wurde die Verwaltungsgemeinschaft Osternienburg, zu der diese Gemeinden gehörten, aufgelöst.

### Bevölkerung
| Jahr | Einwohner |
| ---- | --------- |
| 1807 | 0396      |
| 1867 | 0554      |
| 1900 | 1550      |
| 1960 | 3500      |
| 1989 | 2600      |
| 2013 | 2169      |
| 2016 | 1839      |
| 2022 | 1585      |

## Politik

### Ortschaftsrat
In der Ortschaft der Einheitsgemeinde Osternienburger Land nimmt der Ortschaftsrat die speziellen Interessen des Ortes innerhalb bzw. gegenüber den Gemeindegremien wahr. Er besteht aus neun Mitgliedern.

### Bürgermeister
Als weiteres ortsgebundenes Organ fungiert der Ortsbürgermeister. Das Amt wird zurzeit (Stand: 2024) von Göran Behrendt wahrgenommen.

### Wappen
Blasonierung: „Geteilt und halbgespalten, oben in Rot ein goldener Pflug, unten links in Blau ein achtstrahliger goldener Stern, unten rechts ein schwarzes Bergmannsgezähe.“
Das Wappen wurde 1996 vom Magdeburger Kommunalheraldiker Jörg Mantzsch gestaltet und ins Genehmigungsverfahren geführt. Der Stern wurde einem historischen Bildsiegel des Ortes entnommen; Pflug sowie Schlägel und Eisen symbolisieren die wichtigsten Wirtschaftszweige.

### Flagge
Die Flagge ist gelb - blau (1:1) längsgestreift und das Wappen ist mittig auf die Flagge aufgelegt.

## Gedenkstätten und Denkmäler
- Grabstätten auf dem Ortsfriedhof an der Feuerherdstraße für drei unbekannte und einen namentlich bekannten Sowjetbürger, die während des Zweiten Weltkriegs nach Deutschland verschleppt und Opfer von Zwangsarbeit wurden
- Mahnmal für die Opfer des Faschismus an der Feuerherdstraße
- Gedenktafel für die gefallenen Soldaten des Ersten Weltkriegs auf dem Friedhof an der Feuerherdstraße
- Gedenktafel zur Erinnerung an die Toten der Kriege und die Opfer von Gewaltherrschaft von 1992 an der Rudolf-Breitscheid-Straße
- Bergbaudenkmal von 2018 an der Ernst-Thälmann-Straße[7]
- Denkmal zum 800-jährigen Ortsjubiläum im Jahr 2005 an der Straße Am Alten Sportplatz
- weitere Gedenktafeln, etwa am Wohnhaus von Alfred Wirth an der Rudolf-Breitscheid-Straße

## Verkehr
Direkt durch die Gemarkung verläuft die Bundesstraße 187a von Zerbst/Anhalt nach Köthen (Anhalt). Südlich der Gemeinde führt die Bundesstraße 185 von Bernburg (Saale) über Köthen (Anhalt) nach Dessau-Roßlau vorbei.
Osternienburg hatte im Ortsteil Sibbesdorf einen Haltepunkt an der Bahnstrecke Dessau–Köthen. Er wurde aufgrund zu geringer Nachfrage zum Fahrplanwechsel im Dezember 2022 geschlossen.
Durch den Ort verläuft der Europaradweg R1, der das französische Boulogne-sur-Mer mit Sankt Petersburg in Russland verbindet. Auf derselben Routenführung verläuft auf diesem Abschnitt ebenfalls der Radweg Deutsche Einheit sowie der D11.

## Sport

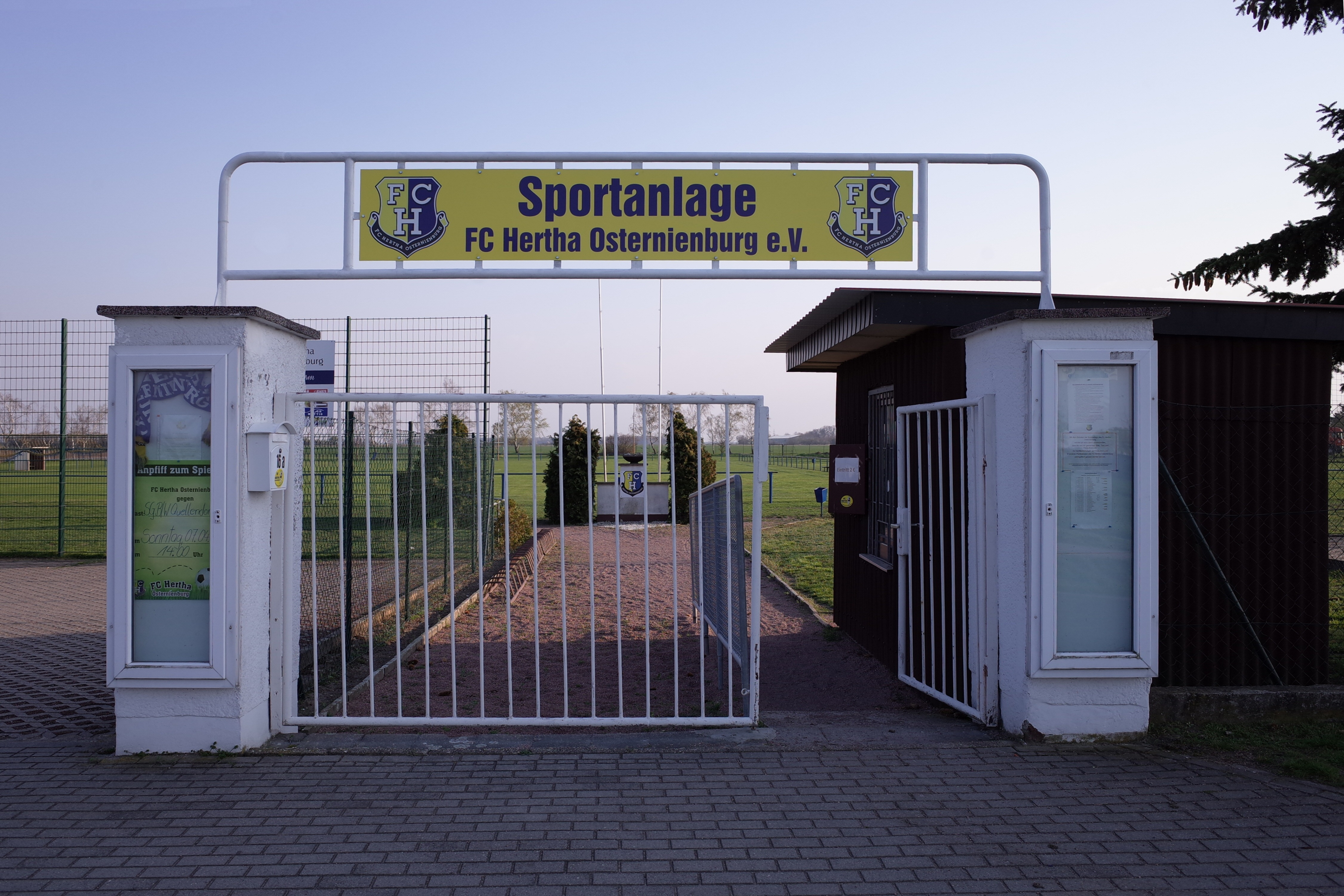
Sportanlage FC Hertha Osternienburg

Osternienburg ist bekannt als das „deutsche Hockeydorf“. Trotz der geringen Einwohnerzahl spielte der Osternienburger HC 19 Jahre lang in der Hallenhockey-Bundesliga der Herren. Der Verein stellte als Traktor Osternienburg über Jahre das Gros der Hockeynationalmannschaft der DDR.
Der Fußballverein FC Hertha Osternienburg spielt in der Saison 2023/24 in der Kreisliga des Landkreises Anhalt-Bitterfeld.
Im Feuerwehrwettkampfsport sind einige Mitglieder der Freiwilligen Feuerwehr Osternienburg tätig. Sie treten gemeinsam mit Feuerwehrleuten aus anderen Orten für das „Feuerwehrsport Team Klietzen“ an.

## Söhne des Ortes
- Theodor Friedrich Stange (1741–1831), Theologe
- Alfred Wirth (1875–1965), Volkskundler
- Karl Schmidt (1819–1864), Pädagoge